# Hugues und France Siptrott
Hugues Siptrott (* 20. Februar 1950 in Forbach (Lothringen)) und France Siptrott (* 19. Januar 1950 in Forbach (Lothringen)) sind ein französisches Künstlerpaar. Hugues ist Bildhauer und erstellt Skulpturen aus Metall, Stein und Holz. France ist Malerin und erstellt Bilder, grafische Werke und Texte. Sie leben im Elsass.

## Leben und Werk
Die Väter der beiden arbeiteten in den Minen in Forbach. Die Familie von France ist aus Sizilien eingewandert, die von Hugues aus Thüringen. Die beiden kennen sich seit ihrer Kindheit. Sie besuchten zusammen die Universität Straßburg von 1970 bis 1974 und studierten Sciences Humaines (Humanwissenschaft). Nach einer kurzen Tätigkeit als Lehrer gründeten sie in Crastatt das Atelier Crapaud de Terre (Erdkröte), wo sie Objekte aus Ton herstellten. Nach anfänglichen Erfolgen entschlossen sie sich, große Skulpturen zu schaffen, auch hiermit waren sie ab 1979 erfolgreich. Nach eigenen Angaben entwickeln sie ihre Objekte gemeinsam, Hugues signiert die Skulpturen, France die grafischen und textuellen Arbeiten. 1984 zogen sie ins Gunsthal nahe Windstein (Elsass) um. Dort entwickelten sie eine spezielle Technik, große Skulpturen aus Sandstein durch Erhitzen und Bemalen zu gestalten, es entstanden polychrome Objekte. Außerdem schufen sie große Bronze-Skulpturen.
1979 hatten sie ihre erste Ausstellung in der Galerie Icare in Strasbourg und nahmen 1980 und 1981 an den Kunstmessen Art Basel sowie FIAC Paris teil. Die Galerien Art Actuel in Lüttich, Blondel in Paris, Pieters in Zout in Knokke und Bucciali in Colmar vertreten sie permanent.
Neben Gemälden, auch in sehr großen Formaten, erstellt France Siptrott Installationen in der Natur. Zusammen mit einem Fotografen hat sie ein Buch herausgegeben über den Ort, den sie bewohnen, das Gunsthal, und einige ihrer Installationen. Die französische Übersetzung Vallée de la Faveur ist ein Wortspiel (Gunst = Faveur (französisch)) und nicht der offizielle geografische Name. Die Künstlerin Leila Sahli hat 2025 ein Video über die Arbeit des Paars an ihren Werken auf ihrem Anwesen im Gunsthal erstellt.
2025 kommentierten sie ihre aktuelle Arbeit so: „In den letzten Jahren sind wir durch die Verschärfung der Trennung zwischen dem Leben der Menschen und den von den institutionellen Medien projizierten „Must“-Klischees herausgefordert worden und sind von der Notwendigkeit einer Neuharmonisierung der Mensch-Natur-Kultur-Erfahrung überzeugt. Wir arbeiten daran, eine neue Sicht des Menschen auf seine Umwelt zu entwickeln, insbesondere in im Vallée de la Faveur.“
Die folgenden Skulpturen stehen im öffentlichen Raum:
- Mignonne allons voir (Süße, wir wollen sehen...), an der Autobahn A6 zwischen Paris und Lyon (1989)
- Fontaine de Scylla (Brunnen der Scylla), Strasbourg, Palais du Congrès (1989)
- Les trois grâces (Die drei Grazien), Conakry (Guinea), französische Botschaft (1991)
- Les Hommes de la Cité (Die Männer der Stadt), Paris La Défense (1992)
- Saint Corbinien (Heiliger Korbinian), Kathedrale von Évry (1996)
- Monument für die Toten der Kriege, Windstein (2011)

Hinweis: „Mignonne, allons voir si la rose“ ist eines der berühmtesten Gedichte von Pierre de Ronsard, die Kathedrale von Évry ist dem Heiligen Korbinian von Freising gewidmet.

## Sonstiges
Seit 2019 finden im Sommer Theatervorführungen der Truppe Matamore auf ihrem Besitz im Gunsthal statt. Die Truppe wird von Yann Siptrott  geleitet, dem Sohn des Paars.